# Leptobrachella murphyi
Leptobrachella murphyi — вид жаб родини азійських часничниць (Megophryidae). Описаний у 2021 році на основі інтеграції морфологічних, акустичних і молекулярних даних.

## Назва
Вид названо на честь професора Роберта В. Мерфі з Королівського музею Онтаріо, Канада, співзасновника ColdCode, міжнародної роботи зі штрих-кодування ДНК видів амфібій і рептилій.

## Поширення
Ендемік Таїланду. Виявлений на горі Інтханон, але ймовірно, зустрічається по всьому хребту Танентаунджі в провінції Чіангмай на заході країни.